# Касьяников, Вениамин Алексеевич
Вениамин Алексеевич Касьяников (род. 27 марта 1936) — первый заместитель Генерального конструктора ОКБ им. Н. И. Камова. Окончил Казанский авиационный институт (1959).

## Биография
С 1959 — в ОКБ им. Н. И. Камова: инженер-конструктор, начальник отдела технических проектов, заместитель главного конструктора, первый заместитель Генерального конструктора.
Принимал участие в проектно-конструкторских разработках всех новых типов вертолётов — Ка-25, Ка-26, Ка-27, Ка-28, Ка-29, Ка-31, Ка-32, Ка-50, Ка-52, Ка-60, Ка-226.
Им опубликован ряд работ по вопросам прогнозирования перспектив развития и эффективности применения вертолётов.

## Награды
- «За заслуги перед Отечеством» IV степени (1997)
- Орден «Знак Почёта»
- Почетный авиастроитель